# Esperia Sperani
Esperia Sperani (Milano, 29 gennaio 1903 – Milano, 19 novembre 1973) è stata un'attrice italiana.

## Biografia
Si avvicina giovanissima alla recitazione teatrale entrando prima nella Compagnia di Irma Gramatica poi con Ermete Novelli e Bella Starace Sainati, esibendosi con frequenza anche in lavori in dialetto milanese.
Nel 1920 fa parte del gruppo di attori e tecnici del Teatro del Popolo, successivamente il regista Enzo Ferrieri, la scrittura per una serie di rappresentazioni.
A partire dal 1935 diventa molto popolare dai microfoni dell'EIAR, presso Radio Milano, in programmi di varietà interpretando piccole scene in dialetto lombardo, attività che continuerà anche nel dopoguerra sempre in programmi leggeri come Rosso e Nero, e anche in commedie e radiodrammi.
Nel 1947 Giorgio Strehler la dirige in quattro lavori teatrali presso il Piccolo di Milano, alternando la recitazione all'insegnamento presso l'Accademia dei Filodrammatici di Milano.
Pochi i lavori nel campo cinematografico dal debutto davanti alla cinepresa nel 1935 nel film Frontiere, per la regia di Cesare Meano.
Frequenti le sue apparizioni nella prosa televisiva sin dall'inizio delle trasmissioni Rai nel 1954, in commedie e drammi.
Dal 1950 le viene affidata la scuola di recitazione del Teatro dei Filodrammatici di Milano. Tra i suoi allievi: Laura Rizzoli, Franca Nuti, Lucilla Morlacchi, Umberto Ceriani, Lamberto Puggelli, Roberto Brivio, Mariangela Melato.
È morta nel 1973 all'età di 70 anni, a seguito di un infarto.
A Roma le è stata intitolata una via al Quartiere Ottavia.

## Il teatro
- I giganti della montagna, di Luigi Pirandello, regia di Giorgio Strehler, prima al Piccolo Teatro di Milano il 15 ottobre 1947.
- Delitto e castigo, di Fëdor Dostoevskij, regia di Giorgio Strehler, prima al Piccolo Teatro di Milano il 26 febbraio 1948.
- Il capanno degli attrezzi (The Potting Shed), di Graham Greene, regia di Enzo Ferrieri, Teatro Giacosa di Ivrea il 19 gennaio 1958.

## Prosa radiofonica Eiar
- L'ultimo lord, commedia in tre atti di Ugo Falena, trasmessa il 23 agosto 1935.
- Il barone di Corbò, commedia di Luigi Antonelli, trasmessa il 1 gennaio 1936
- L'assente, commedia di Amedeo Gherardini, regia di Alberto Casella, trasmessa il 27 gennaio 1938.
- Il nome della diva, commedia di Carlo De Flavis, regia di Alberto Casella, trasmessa il 12 giugno 1938
- La bocca chiusa, commedia in un atto di Alberto Casella, regia dell'autore, trasmessa il 18 novembre 1939.
- La coppia ideale, commedia di Mario Brancacci, regia di Alberto Casella, trasmessa il 5 marzo 1940
- Lo schiaffo della gloria, commedia di Valentino Soldati, regia di Alberto Casella, trasmessa il 31 marzo 1940
- Questi ragazzi, commedia di Gherardo Gherardi, regia di Aldo Silvani, trasmessa il 2 settembre 1940

## Prosa radiofonica Rai
- Piccoli borghesi. di Massimo Gorky, regia di Enzo Ferrieri, trasmessa il 12 giugno 1947
- La brava gente, commedia di Irwin Shaw, regia di Enzo Ferrieri, trasmessa il 12 gennaio 1948
- Non aspettarmi, commedia di Stefano Terra, regia di Enzo Ferrieri, trasmessa 16 febbraio 1948.
- Via dell'Angelo, commedia di Patrick Hamilton, regia di Enzo Convalli, trasmessa il 28 luglio 1949.
- L'ippogrifo, commedia in quattro atti di Gherardo Gherardi, regia di Eugenio Salussolia, trasmessa il 3 novembre 1951.
- La signora della scala B, con Esperia Sperani, trasmessa aprile 1953
- Annibale alle porte, di Robert Sherwood, regia di Enzo Convalli, trasmessa il 9 gennaio 1957
- Capitan Veleno, radiocommedia di Edmondo Cotignoli, regia di Alessandro Brissoni, trasmessa il 15 aprile 1959.
- La Loira, dramma di André Obey, regia di Alessandro Brissoni, trasmessa nel 1960.
- Amor di violino, radiocommedia di Ermanno Carsana, regia di Alessandro Brissoni, trasmessa nel 1960.

## Prosa televisiva Rai
- Romeo e Giulietta, di William Shakespeare, regia di Franco Enriquez, trasmessa il 29 gennaio 1954.
- Delitto e castigo, di Fëdor Dostoevskij, regia di Franco Enriquez, trasmessa il 12 marzo 1954.
- Il medico e la pazza, regia di Alberto Gagliardelli, trasmessa il 21 ottobre 1955.
- L'ottavo servizio da te, regia di Albero Gagliardelli, trasmessa nel 1955.
- La tredicesima sedia, di Bayard Veiller, regia di Alberto Gagliardelli, trasmessa nel 1955.
- Ricordo la mamma, regia di Anton Giulio Majano, trasmessa il 1º novembre 1957.
- Inventiamo l'amore, regia di Giancarlo Galassi Beria, trasmessa nel 1957.
- Si parte per Stoccolma, regia di Giancarlo Galassi Beria, trasmessa nel 1957.
- Lo schiavo impazzito, regia di Mario Lanfranchi, trasmessa nel 1960.
- Attenzione a domani, regia di Claudio Fino, trasmessa nel 1960.
- Il tricheco, regia di Alberto Gagliardelli, trasmessa il 26 gennaio 1960.
- Mariana Pineda, regia di Alessandro Brissoni, trasmessa nel 1960.
- La nuora, di Aleksander Hagihristok, regia di Giacomo Colli, trasmessa nel 1962.
- Uno che va e l'ater che ven, regia di Raffaele Meloni, trasmessa nel 1963.

## Filmografia
- Amanda, regia di Giuseppe Sterni (1916)
- La moglie di Claudio, regia di Gero Zambuto (1918)
- Frontiere, regia di Cesare Meano (1934)
- Miracolo a Viggiù, regia di Luigi Giachino (1951)
- La voce che uccide, regia di Aldo Colombo (1956)